# Wielkie Walichnowy
Wielkie Walichnowy (niem. Gross Falkenau) – wieś kociewska w Polsce położona w województwie pomorskim, w powiecie tczewskim, w gminie Gniew przy drodze wojewódzkiej nr 229.

## Historia
Wieś lokowana przez Krzyżaków na prawie chełmińskim jako typowa ulicówka z zabudowaniami po obu stronach głównej ulicy, po raz pierwszy wzmiankowana w 1379 roku. Do wojny trzynastoletniej wchodziła w skład komturstwa gniewskiego. W dniu 24 kwietnia 1458 r. na Wiśle na wysokości wsi doszło do potyczki między uzbrojonymi załogami statków obu walczących stron - polskiej (eskorta konwoju z Torunia) i krzyżackiej (z załogi twierdzy w Gniewie). 24 lipca 1590 roku z inicjatywy osadników holenderskich powstała Wspólnota Wałowa Niziny Walichnowskiej, 4 sierpnia 1854 przekształcona w Związek Wałowy Niziny Walichnowskiej. Organizacja ta przyczyniła się między innymi do podwyższenia korony wału chroniącego Nizinę Walichnowską przed wodami Wisły, budowy Nowego Wału z Walichnów do Międzyłęża, budowy kolejki wąskotorowej oraz przebudowy i modernizacji stacji pomp „Nadzieja” i „Pokój” w Rybakach oraz „Zgoda” w Międzyłężu.
W roku 1626 nieopodal wsi rozegrała się Bitwa Dwóch Wazów: Zygmunta III Wazy oraz Gustawa II Adolfa.
W 1786 roku wieś i okoliczne miejscowości, w odstępie tygodnia, nawiedziły dwie wielkie powodzie. W Wielkich Walichnowach zginęły dwie osoby. Ksiądz proboszcz Walerian Pernarewski opisał to całe zdarzenie w księgach parafii. Kolejna wielka powódź miała miejsce w 1855.
W okresie międzywojennym ulokowana była tu placówka Straży Celnej „Walichnowy”.
We wsi znajdowała się stacja końcowa wąskotorowej linii kolejowej Mareza-Wielkie Walichnowy istniejąca do 1978 roku.

## Zabytki

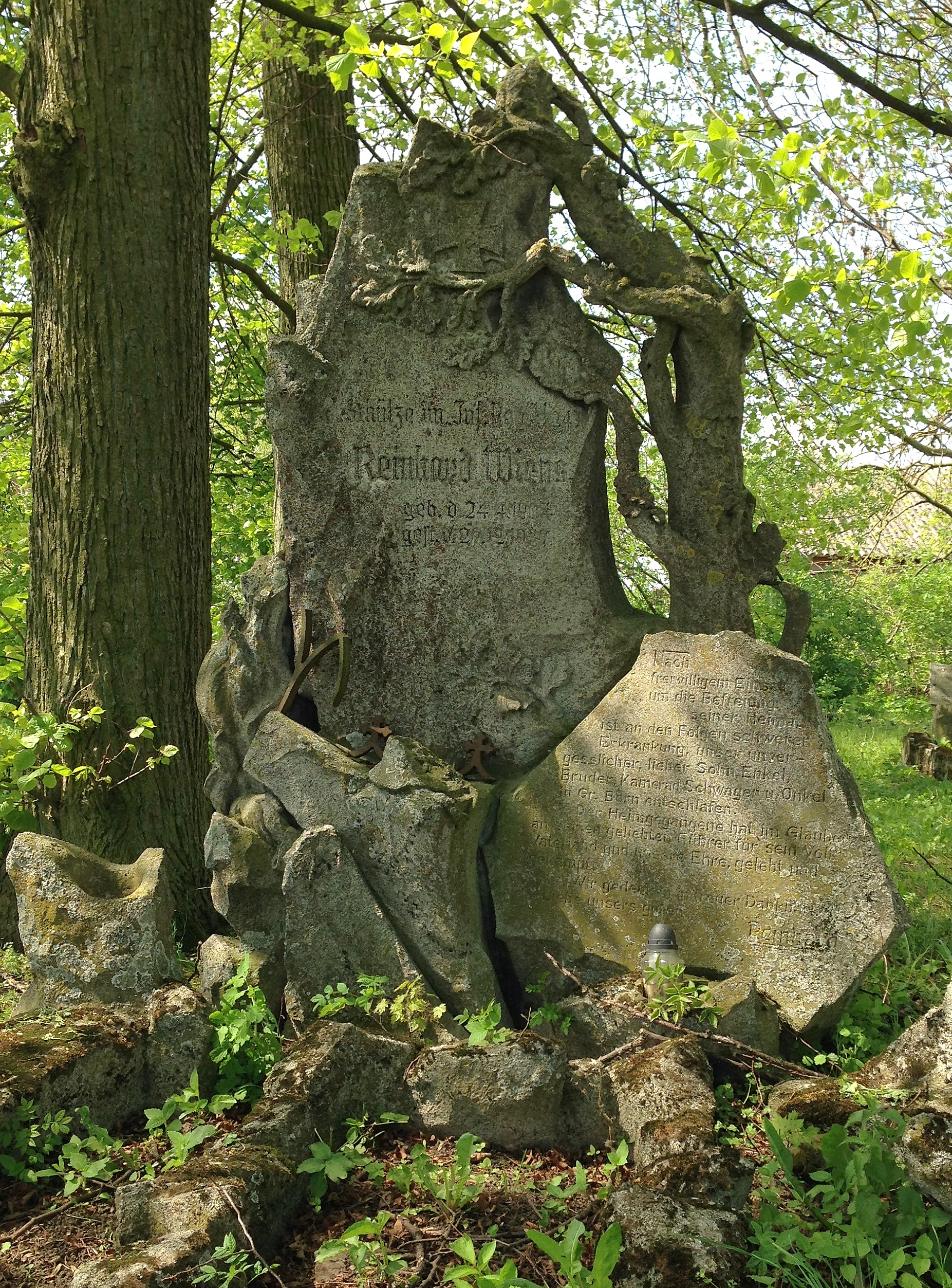
Nagrobek na cmentarzu mennonickim

Według rejestru zabytków NID na listę zabytków wpisany jest murowano-drewniany kościół parafialny pw. św. Jana Chrzciciela, poł. XIV, XVIII, nr rej.: A-809 z 17.11.1974.
W centrum wsi znajduje się pochodzący z przełomu XIV/XV w. kościół św. Jana Chrzciciela, wielokrotnie zalewany przez powodziowe wody Wisły. Posiada barokowy ołtarz główny i boczny, ambonę oraz rokokową chrzcielnicę. W XVI w. podczas powodzi starosta międzyłęski wykorzystał nieobecność ówczesnego katolickiego proboszcza parafii, który schronił się w Klonówce, osadzając na jego miejsce pastora. Doprowadziło to do przejęcia przez protestantów kościoła na 30 lat. Niedaleko świątyni, tuż przy drodze, znajduje się bielona kuźnia z podcieniem (z końca XIX wieku), nieco dalej stacja dawnej kolejki wąskotorowej. 
Na XIX-wiecznym cmentarzu mennonickim mieści się obszerna kwatera, otoczona ażurowym ogrodzeniem z kutego żelaza, w której zachowało się kilka nagrobków, m.in. nagrobek ze sztucznego kamienia w formie dębu opasającego płytę. Cmentarz jest położony na sztucznym wzniesieniu.
W latach 1945–1998 miejscowość należała do województwa gdańskiego.